# Врата ада (фильм, 1953)
«Врата ада» (яп. 地獄門) — фильм японского режиссёра Тэйноскэ Кинугасы 1953 года.
Премия «Оскар» за лучший фильм на иностранном языке и костюмы. Главный приз «Каннского кинофестиваля 1954».

## Сюжет
Период Хэйан, XII век. В 1159 году, во время попытки переворота, преданный сёгуну самурай Морито Эндо помогает бежать из города придворной даме и влюбляется в неё. После подавления переворота самурай просит, чтобы ему позволили жениться на этой женщине в качестве награды, но оказывается, что она уже замужем за одним из подданных сёгуна. Самурай не оставляет своей цели и просит женщину бросить мужа, что приводит к трагическому концу — она соглашается помочь Морито убить мужа. Пробравшись в спальню и нанеся в темноте удар мечом, Эндо понимает, что женщина предпочла погибнуть сама, но не предать мужа.

## В ролях
| Актёр           | Роль            |
| --------------- | --------------- |
| Кадзуо Хасэгава | Морито Эндо     |
| Матико Кё       | Кэса            |
| Исао Ямагата    | Ватару Ватанабэ |
| Корэя Сэнда     | Сигемори        |
| Дзюн Тадзаки    | Когэнта         |
| Macao Симидзу   |                 |
| Тацуя Исигуро   |                 |
| Кэндзиро Уэмура |                 |